# 976
976 (CMLXXVI) fue un año bisiesto comenzado en sábado del calendario juliano, en vigor en aquella fecha.

## Acontecimientos
- 10 de enero: Basilio II asume el trono del Imperio romano de Oriente (bizantino).
- mayo:[1] las fuerzas del Califato fatimí toman Palestina tras derrotar a una armada bizantina.
- 1 de julio:[1] el general fatimí Chauhar al-Siqilí llega a Damasco, donde inicia un asedio de 6 meses.
- 21 de julio:[2] Leopoldo I Babenberg es asignado por Otón III del Sacro Imperio como margrave de la nueva Marchia Austriae (Österreich, traducido como Marca oriental), creada como parte del Ducado de Carintia establecido en el mismo año. Este evento marca el inicio de la historia de Austria como tal.
- 12 de agosto:[3] Pedro Orseolo se convierte en Dux de Venecia tras el asesinato de Pietro IV.
- 1 de octubre: Hisham II es investido califa del Califato de Córdoba.
- 8 de octubre: Hisham II nombra háyib a al-Mushafi y visir y delegado del hayib a Abu Amir Muhammad, Almanzor.
- 14 de noviembre: Song Taizong asume el trono de la Dinastía Song de China.

## Nacimientos
- 5 de febrero: Emperador Sanjō de Japón.
- 14 de noviembre: Song Taizu
- Muhammad III, Califa de Córdoba.

## Fallecimientos
- 10 de enero:Juan I Tzimisces, emperador bizantino.
- 12 de agosto: Pietro IV Candiano, Dux de Venecia.
- 1 de octubre: Alhakén II, segundo califa omeya del Califato de Córdoba.
- 14 de noviembre: Taizu, primer emperador de la Dinastía Song de China.